# David Graham (tennis)
Pour les articles homonymes, voir David Graham (homonymie) et Graham.
David Graham, né le 4 août 1962 à Newcastle, est ancien joueur de tennis australien.

## Palmarès

### Titres en double messieurs
| No | Date       | Nom et lieu du tournoi                              | Catégorie | Dotation  | Surface      | Partenaire    | Finalistes                  | Score    |  |
| -- | ---------- | --------------------------------------------------- | --------- | --------- | ------------ | ------------- | --------------------------- | -------- |  |
| 1  | 09-07-1984 | Miller Lite Hall of Fame Championships Newport (RI) |           | 100 000 $ | Gazon (ext.) | Laurie Warder | Ken Flach Robert Seguso     | 6-4, 7-6 |  |
| 2  | 20-05-1985 | Tournoi de tennis de Florence Florence              |           | 80 000 $  | Terre (ext.) | Laurie Warder | Bruce Derlin Carl Limberger | 6-1, 6-1 |  |

### Finales en double messieurs
| No | Date       | Nom et lieu du tournoi          | Catégorie | Dotation  | Surface      | Vainqueurs                     | Partenaire     | Score         |  |
| -- | ---------- | ------------------------------- | --------- | --------- | ------------ | ------------------------------ | -------------- | ------------- |  |
| 1  | 10-01-1983 | Benson and Hedges Open Auckland |           | 75 000 $  | Dur (ext.)   | Chris Lewis Russell Simpson    | Laurie Warder  | 7-6, 6-3      |  |
| 2  | 15-07-1985 | Sovran Bank Classic Washington  |           | 210 000 $ | Terre (ext.) | Hans Gildemeister Víctor Pecci | Balázs Taróczy | 6-3, 1-6, 6-4 |  |